# 야간비행

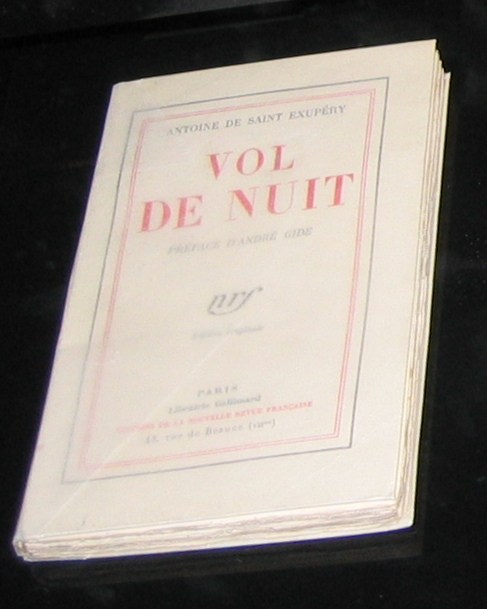
야간비행의 초판 표지

《야간비행》(프랑스어: Vol de Nuit)은 생텍쥐페리의 두 번째 소설이다. 1931년에 출판되었으며, 같은 해에 페미나 상을 수상하였다. 세계적인 베스트셀러가 되었다.

## 배경
이 책의 내용은 항공 우편 조종사와 아르헨티나에 있는 아르헨티나 항공 우편 회사(Aeroposta Argentina Company)의 관리직으로서 일했던 작가 생텍쥐페리의 경험에 바탕을 두고 있다. 등장인물도 생텍쥐페리가 남아메리카에서 알고 지내던 사람들과 뚜렷하지는 않지만 막연한 연관성이 있으며, 특히 책에 나오는 리비에르 라는 인물은 항공 운항 감독이었던 디디에르 다우레트(Didier Daurat)에게서 영감을 받았다. 좀 더 자세한 사항은 생텍쥐페리의 회고록인 《바람, 모래와 별들》(1939년)에서 찾아 볼 수 있다.

## 줄거리
야간항공 우편의 창설기에 용감한 비행사들이 불충분한 계기에 의존하여 산을 넘고 바다를 건너 우편을 배달하고 있다. 어느 저녁 무렵 비행사 파비앵은 파타고니아를 날아가서 아름다운 저녁 하늘의 부에노스 아이레스로 향하고 있다. 파타고니아, 칠레, 파라과이로부터 우편기로 운반되어 오는 우편을 즉시 유럽으로 운반하고 있다.
부에노스 아이레스의 항공 우편국 지배인 리비에르는 직무를 수행하는 데 조그만 실수도 용서하지 않는 엄격한 인간이다. 나이 많은 베테랑 정비사의 사소한 잘못에도 엄격하게 벌한다. 그는 동료들에게 존경은 받고 있어도 호감은 얻지 못하고 있다. 그러나 그는 인간을 자기 자신 이외의 것을 향해 전진하게 하기 위하여서는 엄격하고 때로는 비인간적으로 되지 않으면 안 된다라고 믿고 있다.
곧, 칠레에서 우편기가 도착한다. 다른 두 비행기는 아직 오지 않았다. 파비앵의 비행기는 예상하지 못한 태풍 속에 들어가게 된다. 파비앵은 어둠 속에서 방향을 잃고 바람에 흘러간다.

리비에르도 이 태풍이 있는 것을 알고 파비앵의 비행기를 무전으로 안전한 장소로 인도하려 하지만 태풍의 범위가 넓어 적당한 장소가 없다. 그 사이에 파비앵의 귀환을 기다리던 아내가 비행장으로 전화를 걸어온다. 그러나 리비에르는 대답하지 않는다. 파비앵은 간신히 태풍권에서 벗어나 조용한 빛속을 비행하기 시작한다. 그러나 그의 비행기 연료는 곧 떨어지게 되어 있다. 리비에르도 물론 그 사실을 알고 있으므로 절망한다. 그러나 리비에르는 명령한다. 파라과이에서의 우편기가 도착하면 유럽행 우편기를 즉시 출발시키라고
1. ↑  Saint Exupéry: A Biography by Stacy Schiff, page 210

## 같이 보기
- 남방 우편기